# Après le blitz
 (septembre 2018).
Singles de Étienne Daho
Le Jardin L'Étincelle
Pistes de Blitz
Hôtel des infidèles
(10) Nocturne
(12)
Après le blitz est une chanson interprétée par Étienne Daho en duo avec Flavien Berger, issue de son album Blitz de 2017. Elle est publiée en tant que troisième single en juin 2018,.
La chanson, enregistrée à Londres, évoque l'ambiance de la capitale après le Brexit et les attaques terroristes des 22 mars et 3 juin 2017 qui y sont survenues.

## Liste des pistes
CD single
1. Après le blitz (Single Edit) - 3:35
2. Après le blitz (SebastiAn Remix) - 4:23